# Pat Hingle
Martin Patterson "Pat" Hingle, född 19 juli 1924 i Miami i Florida, död 3 januari 2009 i Carolina Beach i North Carolina, var en amerikansk skådespelare.

## Biografi
Pat Hingle är antagligen mest känd för att ha medverkat i många Clint Eastwood-filmer som Häng dom högt (1968), Hetsjakten (1977) och Sudden Impact (1983). Han medverkade också som Kommissarie Gordon i de fyra första Batman-filmerna mellan 1989 och 1997.

## Filmografi (urval)
- 1954 – Storstadshamn
- 1957 – Alfred Hitchcock presenterar (TV-serie) (1 avsnitt)
- 1957 – Den utstötte
- 1961 – Feber i blodet
- 1965 – Jagad (TV-serie) (1 avsnitt)
- 1967 – På farligt uppdrag (TV-serie) (1 avsnitt)
- 1968 – Häng dom högt
- 1970 – Bloody Mama
- 1971 – Krutrök (TV-serie) (7 avsnitt)
- 1973 – Kung Fu (TV-serie) (1 avsnitt)
- 1975 – Hawaii Five-O (TV-serie) (1 avsnitt)
- 1977 – Hetsjakten
- 1979 – Elvis (TV-film)
- 1979 – Norma Rae
- 1980 – M*A*S*H (TV-serie) (1 avsnitt)
- 1983 – Sudden Impact
- 1984 – Magnum (TV-serie) (1 avsnitt)
- 1985 – Amazing Stories (TV-serie) (1 avsnitt)
- 1985 – Brewsters miljoner
- 1986 – Maximum Overdrive
- 1986–1990 – Mord och inga visor (TV-serie) (3 avsnitt)
- 1987 – Baby Boom
- 1988 – Krig och hågkomst (TV-serie) (3 avsnitt)
- 1988 – Landet för längesedan (röstroll)
- 1989 – Batman
- 1990 – Svindlarna
- 1992 – Batman - Återkomsten
- 1993 – Skål (TV-serie) (1 avsnitt)
- 1994 – Lightning Jack
- 1995 – Batman Forever
- 1995 – Snabbare än döden
- 1997 – Batman & Robin
- 1997 – The Shining (TV-serie) (1 avsnitt)
- 2000 – Shaft
- 2006 – Talladega Nights: The Ballad of Ricky Bobby

## Teater

### Roller
| År   | Roll         | Produktion                             | Regi            | Teater                                 |
| ---- | ------------ | -------------------------------------- | --------------- | -------------------------------------- |
| 1958 | J. B.        | J.B. Archibald MacLeish                | Elia Kazan      | ANTA Playhouse, New York, USA          |
| 1965 | Jim O'Connor | The Glass Menagerie Tennessee Williams | George Keathley | Brooks Atkinson Theatre, New York, USA |